# Orthopelma brevicorne
Orthopelma brevicorne är en stekelart som beskrevs av Morley 1907. Orthopelma brevicorne ingår i släktet Orthopelma och familjen brokparasitsteklar. Arten är reproducerande i Sverige. Utöver nominatformen finns också underarten O. b. meridionator.